# Stanley Rowley
Stanley Rupert (Stan) Rowley (Young, 11 september 1876 - Manly, 1 april 1924) was een Australische sprinter.

## Loopbaan
Rowley nam deel aan de Olympische Spelen van 1900 in Parijs. Hier won hij in totaal vier medailles. Toch verdiende hij niet elke medaille voor Australië, want zijn gouden medaille op de 5000 m teamrace behaalde hij als lid van het Britse team.
In zijn actieve tijd was Rowley aangesloten bij de New South Wales Athletic Association.

## Persoonlijke records
| Onderdeel | Prestatie | Jaar |
| --------- | --------- | ---- |
| 100 yd    | 9,9 s     | 1899 |
| 100 m     | 10,9 s    | 1900 |
| 220 yd    | 22,2 s    | 1899 |

## Palmares

### 60 m
- 1900:  OS - 7,2 s

### 100 m
- 1900:  OS - 11,2 s[1]

### 200 m
- 1900:  OS - 22,9 s

### 5000 m voor landenteams
- 1900:  OS - 26 punten